# Блас Хайме
Блас Вільфредо Омар Хайме (ісп. Blas Wilfredo Omar Jaime), також відомий як Agó Acoé Inó (у перекладі з мови Чана — Собака без господаря) (нар. Ногоя, Ентре-Ріос, Аргентина, 1934) — аргентинський мовознавець, останній носій мови чана́, державний, службовець на пенсії.

## Життєпис
Блас Хайме народився у місті Ногоя аргентинської провінції Ентре-Ріос. Вивчив мову чана́ від своїх предків, зокрема матері, та називає себе Tató Oyendén (укр. людина, яка зберігає пам'ять предків). Він живе з дружиною в місті Парана і присвятив себе викладанню та популяризації рідної мови та культури. Ланте́к-чана́ вважалася вимерлою мовою до того, як Блас Хайме дав інтерв'ю аргентинському лінгвісту Хосе Педро В'єгасу Барросу, з яким згодом у співавторстві написав книгу «La Lengua Chaná: Patrimonio Cultural de Entre Ríos» (укр. Ланте́к-чана́: культурна спадщина Ентре-Ріоса). Книга була опублікована видавництвом уряду провінції Ентре-Ріос на знак визнання зусиль, спрямованих на те, щоб Ланте́к-чана була офіційно оголошена культурною спадщиною провінції Ентре-Ріос.